# 呂弘
呂弘（？—400年），表字不詳，略陽郡（治今甘肅天水市）氐族人。後涼懿武帝呂光之子、隱王呂紹兄及靈帝呂纂弟。後涼宗室及重要官員，官至大司馬，曾煽動庶兄呂纂發動政變推翻呂紹，助其登位，但不久就再起兵反叛呂纂，失敗被殺。

## 生平
龍飛元年（396年），呂光稱天王，封呂弘為常山公。龍飛二年（398年），沮渠蒙遜反叛，其堂兄沮渠男成推段業為主，建立北涼。時呂弘鎮守張掖（今甘肅張掖），為北涼沮渠男成及王德所攻，最終呂弘決定率兵棄城東歸，張掖遂為北涼所佔。
龍飛四年（399年），呂光病重，以呂紹為天王，讓呂弘任司徒、呂纂為太尉，分掌政軍大權，以輔助呂紹。不久呂光去世，死前曾向呂纂及呂弘說：「永業並非治理亂世的人才，只不過因嫡長的規舉才讓其處元首之位。現在外有強寇，人心不定，你們兄弟和睦則會讓國家流傳萬世；若果自己內鬥，則禍亂立即就會來了。」可是，呂弘始終在意昔日父親因知道呂紹在仇池而放棄立其為世子的往事，於是在呂紹即位不久就派尚書姜紀煽動呂纂政變。呂纂和呂弘於是乘夜分別進攻宮城，禁中兵眾因懼怕呂纂而潰散，呂紹困逼自殺。呂纂初忌憚呂弘兵強，遂勸呂弘即位，但呂弘拒絕道：「我認為呂紹以弟弟身份而承繼大統，眾人並不心服，所以才違反先帝遺命，已經愧對黃泉了。現在若再次跳過兄長登位，還怎有面目去活在人世呀！大哥年長又賢德，威震二賊，應該快快登位，安穩國家。」呂纂於是即天王位，任命呂弘為使持節、侍中、大都督、都督中外諸軍事、大司馬、車騎大將軍、司隸校尉、錄尚書事，改封番禾郡公。
呂弘自認為自己功勞和名聲都很高，怕呂纂容不下自己；而呂纂亦猜忌他，故呂弘在咸寧二年（400年）在東苑起兵，劫持尹文及楊桓為謀主，進攻呂纂。不過，呂弘被呂纂將焦辨擊敗，部眾潰散，只得出奔廣武。呂弘在廣武去見叔父呂方，呂方卻大哭道：「天下這麼大，你怎麼要到這兒！」於是抓呂弘下獄，呂纂隨後派力士康龍將呂弘殺死。